# Division 2 1968-1969
La Division 2 1968-1969 è stata la trentesima edizione della Division 2, la seconda serie del campionato francese di calcio. Composta da 21 squadre è stata vinta dall'Angers.
IL capocannoniere è stato Gérard Grizzetti dell'Angoulême con 55 gol.

## Avvenimenti[2]
Il campionato, che prese avvio il 3 settembre 1968, vide l'introduzione di una nuova regola sull'attribuzione del punteggio (che alcuni anni dopo sarà utilizzata anche per la massima serie) che consisteva nell'assegnazione di un punto bonus in caso di vittoria con più di tre gol di scarto. Questa regola, che avrebbe dovuto incentivare il gioco offensivo, fu abilmente sfruttata dall'Angers e dall'Angoulême, grazie alla quale accumularono notevoli distacchi dalle altre pretendenti alla promozione, fino ad assicurarsi rispettivamente la prima (valevole per la promozione diretta) e la seconda posizione (che avrebbe previsto uno spareggio con la penultima classificata di Division 1) con diverse giornate di anticipo.
Ben sei squadre abbandonarono al termine del campionato il proprio status professionale, facendo sì che il numero delle partecipanti al torneo seguente sarebbe stato ridotto a soli sedici club: tra le decadute le più importanti furono il Lens e il Lilla.

### Capoliste solitarie[2]
- 3ª-5ª giornata:  Angoulême
- 5ª-40ª giornata:  Angers

## Squadre partecipanti
- Pays d'Aix[3]
- Angers[3]
- Angoulême
- Bataillon Joinville
- Besançon
- Béziers
- Boulogne
- Cannes
- Chaumont
- Dunkerque
- Gazélec Ajaccio[4]

- Grenoble
- Lilla[3]
- Limoges
- Lens[3]
- Lorient
- Montpellier
- Nancy
- Olympique Avignone
- Stade Reims
- Tolone

## Classifica finale
|  |     | Classifica finale 1968-69 | Pt | G  | V  | N  | P  | GF  | GS  | DR  | Bonus |
|  | --- | ------------------------- | -- | -- | -- | -- | -- | --- | --- | --- | ----- |
|  | 1.  | Angers                    | 86 | 40 | 29 | 7  | 4  | 128 | 45  | +83 | 21    |
|  | 2.  | Angoulême                 | 76 | 40 | 24 | 12 | 4  | 112 | 44  | +68 | 16    |
|  | 3.  | Nancy                     | 60 | 40 | 19 | 11 | 10 | 67  | 47  | +20 | 13    |
|  | 4.  | Limoges                   | 59 | 40 | 20 | 11 | 9  | 67  | 55  | +12 | 9     |
|  | 5.  | Tolone                    | 56 | 40 | 19 | 9  | 12 | 65  | 63  | +2  | 9     |
|  | 6.  | Pays d'Aix                | 54 | 40 | 17 | 10 | 13 | 63  | 63  | 0   | 10    |
|  | 7.  | Lens                      | 53 | 40 | 15 | 13 | 12 | 73  | 48  | +25 | 10    |
|  | 8.  | Stade Reims               | 53 | 40 | 19 | 6  | 15 | 53  | 45  | +8  | 9     |
|  | 9.  | Grenoble                  | 52 | 40 | 15 | 13 | 12 | 64  | 60  | +4  | 8     |
|  | 10. | Gazélec Ajaccio           | 51 | 40 | 15 | 8  | 17 | 63  | 62  | +1  | 13    |
|  | 11. | Lorient                   | 50 | 40 | 18 | 8  | 14 | 61  | 61  | 0   | 8     |
|  | 12. | Olympique Avignone        | 49 | 40 | 15 | 12 | 13 | 56  | 53  | +3  | 7     |
|  | 13. | Lilla                     | 48 | 40 | 14 | 14 | 12 | 56  | 51  | +5  | 6     |
|  | 14. | Cannes                    | 47 | 40 | 15 | 12 | 13 | 65  | 59  | +6  | 5     |
|  | 15. | Chaumont                  | 44 | 40 | 13 | 8  | 19 | 70  | 79  | -9  | 10    |
|  | 16. | Dunkerque                 | 39 | 40 | 14 | 5  | 21 | 49  | 64  | -15 | 6     |
|  | 17. | Montpellier               | 35 | 40 | 12 | 9  | 19 | 42  | 60  | -18 | 2     |
|  | 18. | Béziers                   | 34 | 40 | 11 | 5  | 24 | 48  | 82  | -34 | 7     |
|  | 19. | Bataillon Joinville       | 30 | 40 | 8  | 12 | 20 | 41  | 86  | -45 | 2     |
|  | 20. | Besançon                  | 26 | 40 | 4  | 11 | 25 | 53  | 126 | -73 | 7     |
|  | 21. | Boulogne                  | 20 | 40 | 5  | 7  | 28 | 34  | 96  | -62 | 2     |

### Record
- Maggior numero di vittorie:  Angers (29)
- Minor numero di sconfitte:  Angers,  Angoulême (4)
- Migliore attacco:  Angers (128 reti segnate)
- Miglior difesa:  Angoulême (44 reti subite)
- Miglior differenza reti:  Angers (+83)
- Maggior numero di pareggi:  Lilla (14)
- Minor numero di pareggi:  Dunkerque,  Béziers (5)
- Maggior numero di sconfitte:  Boulogne (28)
- Minor numero di vittorie:  Besançon (4)
- Peggior attacco:  Boulogne (34 reti segnate)
- Peggior difesa:  Besançon (126 reti subite)
- Peggior differenza reti:  Besançon (-73)

### Verdetti
- Angers e  Angoulême (dopo spareggio con il  Monaco) promosse in Division 1 1969-1970
- Lens,  Lilla,  Chaumont,  Montpellier,  Béziers e  Bataillon Joinville retrocesse d'ufficio in Championnat de France Amateurs

### Spareggio interdivisionale
|           | Risultati |           |  |
| --------- | --------- | --------- |  |
| Monaco    | 2 - 1     | Angoulême |  |
| Angoulême | 1 - 0     | Monaco    |  |
| Monaco    | 0 - 2     | Angoulême |  |